# TELE+
TELE+ (pronunciado Telepiù) fue una plataforma de televisión por suscripción italiana que funcionó desde 1990 hasta 2003. A lo largo de su historia tuvo distintos propietarios, hasta que en 2003 se fusionó con Stream TV para crear la plataforma Sky Italia.

## Historia
El nacimiento de TELE+ está ligado a la liberalización del mercado televisivo italiano en 1990. Ese mismo año se fundó Telepiù S.p.A., una sociedad orientada a la televisión por suscripción cuyo accionariado estaba formado por el alemán Leo Kirch (45%), Vittorio Cecchi Gori (35%), Silvio Berlusconi (10%) y otros socios minoritarios. Kirch era dueño de la plataforma alemana DF1, mientras que Berlusconi controlaba la televisión privada en Italia a través de Fininvest.
Desde el primer momento, TELE+ contó con varios canales de televisión. El 9 de agosto de 1990 comenzaron las emisiones de TELE+1, orientado al cine sin cortes publicitarios, al que siguieron TELE+2 —especializado en deporte— y TELE+3 —cultura y entretenimiento—. A partir del 1 de junio de 1991, TELE+1 pasó a emitir sólo para abonados y se hizo necesario contratar un decodificador de televisión para poderlo ver; el resto de canales hicieron lo mismo progresivamente.
A pesar de las expectativas generadas, y de medidas como ofrecer partidos de la Serie A desde la temporada 1993-94, el proyecto no era rentable y se vio afectado por la salida de Cecchi Gori. En 1995 el grupo Nethold, del sudafricano Johann Rupert, se hizo con el 45% de las acciones y planificó el relanzamiento de TELE+, dentro de la nueva plataforma de televisión por satélite DSTV. Un año después, Nethold fue absorbida por Vivendi —propietarios de Canal+— y los franceses adquirieron la participación de Kirch para quedarse con el 90% de TELE+, mientras que Mediaset controlaba el 10% restante.
En agosto de 1997, TELE+ adoptó una imagen corporativa muy similar a la de Canal+. La plataforma de satélite se convirtió en «D+», y los tres canales pasaron a llamarse respectivamente TELE+ Nero, TELE+ Bianco y TELE+ Grigio. Un año después, Mediaset se deshizo de su participación y Vivendi se convirtió en accionista único, cediendo un 2% a la compañía pública RAI. A su vez, D+ fue creando canales temáticos con los derechos de emisión que había adquirido, en un contexto marcado por la fuerte competencia con su rival Stream TV. En 2001, la plataforma D+ se convirtió en «TELE+ Digitale» y reformuló su oferta en busca de una mayor rentabilidad.
A finales de 2002 el grupo News Corporation, poco después de haberse quedado con Stream TV, anunció la compra de TELE+ Digitale por 1500 millones de euros, con vistas a crear una sola plataforma de pago. Después de obtener la aprobación de la Comisión Europea en marzo de 2003, ambas empresas se fusionaron en Sky Italia, cuyas emisiones comenzaron el 31 de julio de 2003. TELE+ Nero se convirtió en Sky Cinema Uno; TELE+ Bianco pasó a ser Sky Sport Uno y TELE+ Grigio dejó de emitir.

## Canales
Los siguientes canales corresponden al paquete básico de la plataforma TELE+, que podía sintonizarse en señal analógica con un decodificador de televisión.
- TELE+ Nero — Canal generalista especializado en cine, antes conocido como TELE+1. Fue reemplazado por Sky Cinema Uno.
- TELE+ Bianco — Canal generalista especializado en deporte, antes conocido como TELE+2. Fue reemplazado por Sky Sport Uno.
- TELE+ Grigio — Canal generalista centrado en cine y espectáculos, antes conocido como TELE+3. No fue sustituido tras la fusión en Sky Italia.

Además, TELE+ Digitale contaba con sus propios canales temáticos en función de los derechos de emisión.